# Andrej Ferjančič
Andrej Ferjančič, slovenski pravnik in politik, * 30. oktober 1848, Slap pri Vipavi, † 14. julij 1927, Bled.

## Življenje in delo
Po končani gimnaziji v Gorici (1868) je študiral pravo na Dunaju, kjer je 1875 doktoriral. Nato je služboval pri raznih sodiščih na Dunaju (1874–1876), pri okrožnen sodišču na Ptuju (1876–1883), državnem pravdništvu v Novem mestu (1883–1886) in v Ljubljani (1886–1895) ter pri deželnem sodišču v Ljubljani (1895–1907).
V političnem življenju je bil poslanec državnega zbora na Dunaju, kjer je zastopal po smrti A. Obreze kmečke občine Postojna-Planina (1885–1896), mesta in trge Postojna, Lož, Idrija, Vrhnika, Škofja Loka, Kranj, Kamnik, Tržič, Radovljica (1897–1907), bil je prvi Slovenec podpredsednik državnega zbora (1898 do 1899) in član raznih delegacij (1899–1900). V deželnem zboru je zastopal mesta in trge volilnega okraja Tržič-Radovljica-Kamnik (1901–1907) ter bil deželni odborniški namestnik, član in predsednik več odsekov, 1894 je zahteval slovenske in hrvaške uradne napise. Leta 1896 je bil med ustanovitelji Jugoslovanskega kluba, ter bil za združitev Bosne in Hercegovine s Hrvaško in Dalmacijo. Leta 1901 je skupaj z drugimi liberalci (I. Tavčarjem, O. Gabrščkom) ustanovil Hrvaško-slovenski klub.